# 武藤崇之
武藤崇之（むとう たかゆき）は、日本の元ハンドボール選手。ポジションはライトバック。
高校でハンドボールを始め、大学を経てHC東京に入団。
高校・大学と全日本ジュニア、U-23日本代表に選出された左のエース。関東学生リーグでも多くの賞を受賞し、日本のチョ・ボンヨンと呼ばれるエースアタッカー。引退後は、エルムクラブ－ラージェストと社会人強豪クラブに在籍。HC東京時代にはあまり見せなかったノールックパスやバックパスなどパスセンスに磨きがかかった。現在、ラージェストでは元チームメイトの堤一之らとともにプレーしている。2015年より北海道釧路市の湖陵クラブにてプレー。趣味はゴルフ、スキー、転勤先の北海道でスノーボードを始める。